# Lasiopogon chaetosus
Lasiopogon chaetosus là một loài ruồi trong họ Asilidae. Lasiopogon chaetosus được Cole & Wilcox miêu tả năm 1938. Loài này phân bố ở vùng Tân Bắc giới.